# Thézan-lès-Béziers
Thézan-lès-Béziers é uma comuna francesa na região administrativa de Occitânia, no departamento de Hérault. Estende-se por uma área de 13,65 km². Em 2010 a comuna tinha 3 082 habitantes (densidade: 225,8 hab./km²).